# KAI T-50 Golden Eagle
El KAI T-50 Golden Eagle (골든이글) («Águila dorada» en inglés) es un avión de entrenamiento a reacción avanzado y un caza ligero fabricado y desarrollado desde finales de los años 90 por la compañía surcoreana Korean Aerospace Industries, en colaboración con la estadounidense Lockheed Martin, siendo uno de los primeros aviones supersónicos desarrollados en el país asiático. Posteriormente, la compañía comenzó a modernizar los cuatro primeros prototipos del modelo, convirtiéndolos en una variante de caza ligero avanzado con la denominación FA-50.

## Desarrollo

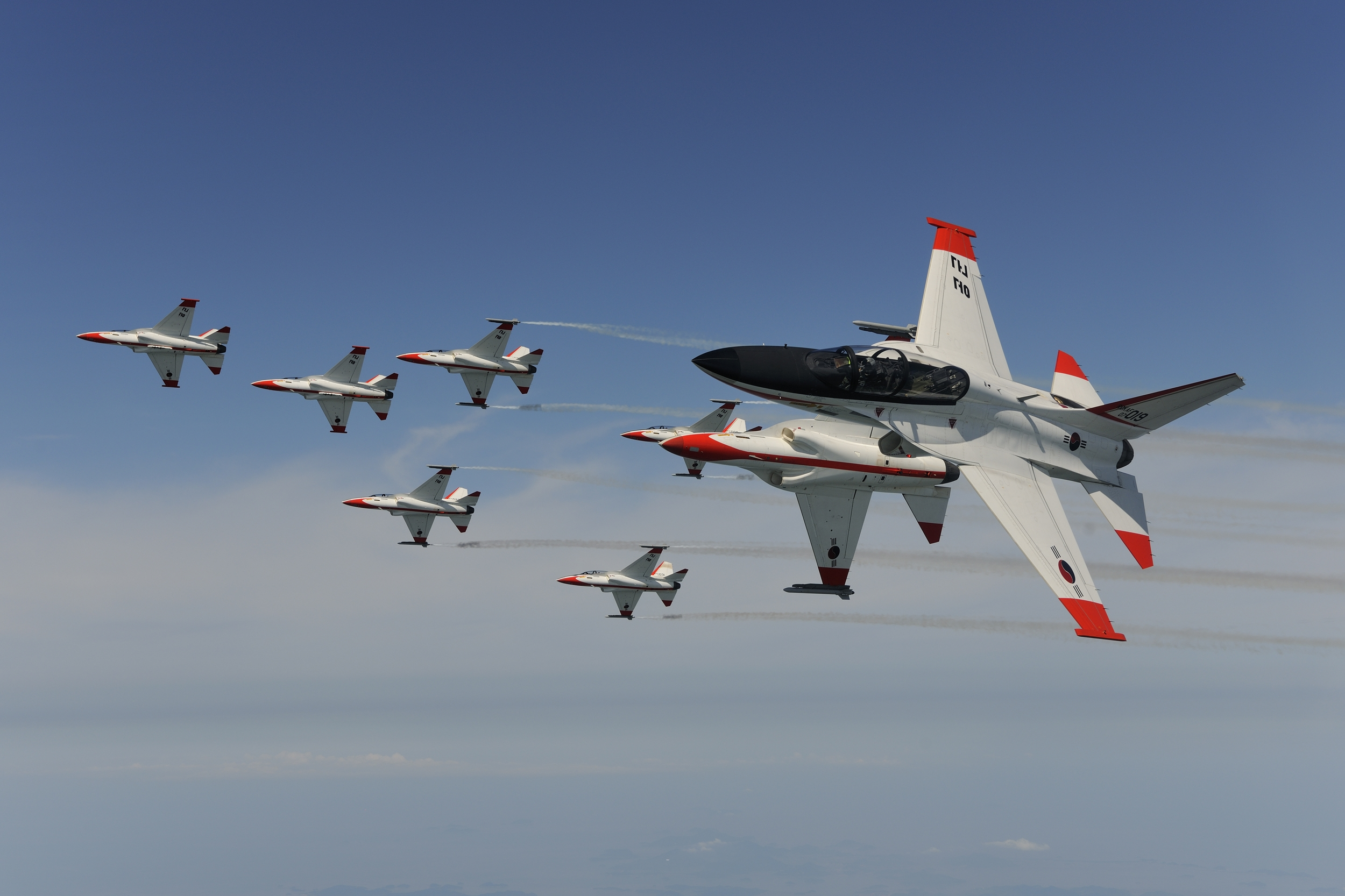
Demostración de vuelo del T-50.

El T-50 estaba destinado originalmente a ser un avión de entrenamiento con capacidad para alcanzar velocidades supersónicas y que sirviera de entrenamiento y preparación para los pilotos del Lockheed Martin F-16 Fighting Falcon, caza que está en servicio en la Fuerza Aérea de la República de Corea, ya que hasta ese momento, esta utilizaba aviones turbohélice KAI KT-1.
Además de como avión de entrenamiento, el T-50 debía servir también como avión de ataque ligero similar a los Northrop T-38 Talon o Northrop F-5 Freedom Fighter, y también como avión de apoyo aéreo, como el Cessna A-37 Dragonfly.
El programa del T-50, inicialmente denominado KTX-2, se inició en 1992, aunque fue suspendido en 1995 hasta 1997, cuando volvió a ser reactivado, teniendo el diseño básico del avión en 1999. El desarrollo del Golden Eagle fue financiado en un 13 % por la compañía estadounidense Lockheed Martin (que proporcionaba diversos sistemas y tecnología), un 17 % por Korean Aerospace Industries (KAI) y el 70 % restante por el Gobierno de Corea del Sur.
El avión recibió la denominación T-50 Golden Eagle en febrero del año 2000, completándose el montaje de la primera unidad entre el 15 de enero y el 14 de septiembre de 2001. El T-50 realizó su primer vuelo el 20 de agosto de 2002, siendo su evaluación operativa entre el 28 de julio y el 14 de agosto de 2003. A finales de ese mismo año, la Fuerza Aérea de la República de Corea realiza un primer pedido de 25 unidades, que comenzaron a ser entregados en diciembre de 2005.
La denominación T-50 se debe a que sigue la numeración con la que la Fuerza Aérea de los Estados Unidos designa a sus unidades, para evitar así que otro modelo futuro reciba la misma, aunque ésta finalmente no tenga intención de adquirir el modelo en cuestión.
Otras variantes del T-50 reciben la denominación A-50 y FA-50. El A-50 consiste en una versión armada que puede realizar misiones de ataque ligero, y que está diseñada para servir de plataforma desde la que se pueden lanzar armas guiadas de precisión, y que está equipada con el radar de impulsos Doppler AN/APG-67, fabricado por Lockheed Martin. Por otro lado, el FA-50 es un caza monoplaza equipado con el radar de impulsos Doppler EL/M-2032 de fabricación israelí, depósitos de combustible adicionales, aviónica mejorada, FLIR, RWR y otras mejoras.
En diciembre de 2008, Corea del Sur firmó un contrato con Korean Aerospace Industries para convertir cuatro T-50 en FA-50 para el año 2012, además de un pedido adicional de 60 FA-50 para 2013, y en un futuro otros 150 FA-50 para reemplazar a los A-37 Dragonfly, F-4 Phantom II y Northrop F-5.

### Componentes del FA-50
Fuentes:
Leyenda:  Corea del Sur -  Estados Unidos -  Finlandia -  Israel -  Noruega -  Reino Unido

#### Estructura
| Sistema                   | País                                                 | Fabricante          | Notas |
| ------------------------- | ---------------------------------------------------- | ------------------- | ----- |
| Carlinga                  | Bandera de Corea del Sur · Bandera de Estados Unidos | KAI Lockheed Martin |       |
| Fuselaje                  | Bandera de Corea del Sur · Bandera de Estados Unidos | KAI Lockheed Martin |       |
| Alas y cola               | Bandera de Corea del Sur · Bandera de Estados Unidos | KAI Lockheed Martin |       |
| Flaps y soportes de flaps | Bandera de Estados Unidos                            | Lockheed Martin     |       |
| Tren de aterrizaje        | Bandera de Corea del Sur · Bandera de Estados Unidos | KAI Lockheed Martin |       |
| Sistema hidráulico        | Bandera de Corea del Sur · Bandera de Estados Unidos | KAI Lockheed Martin |       |
| Sistema de frenado        | Bandera de Corea del Sur · Bandera de Estados Unidos | KAI Lockheed Martin |       |

#### Electrónica

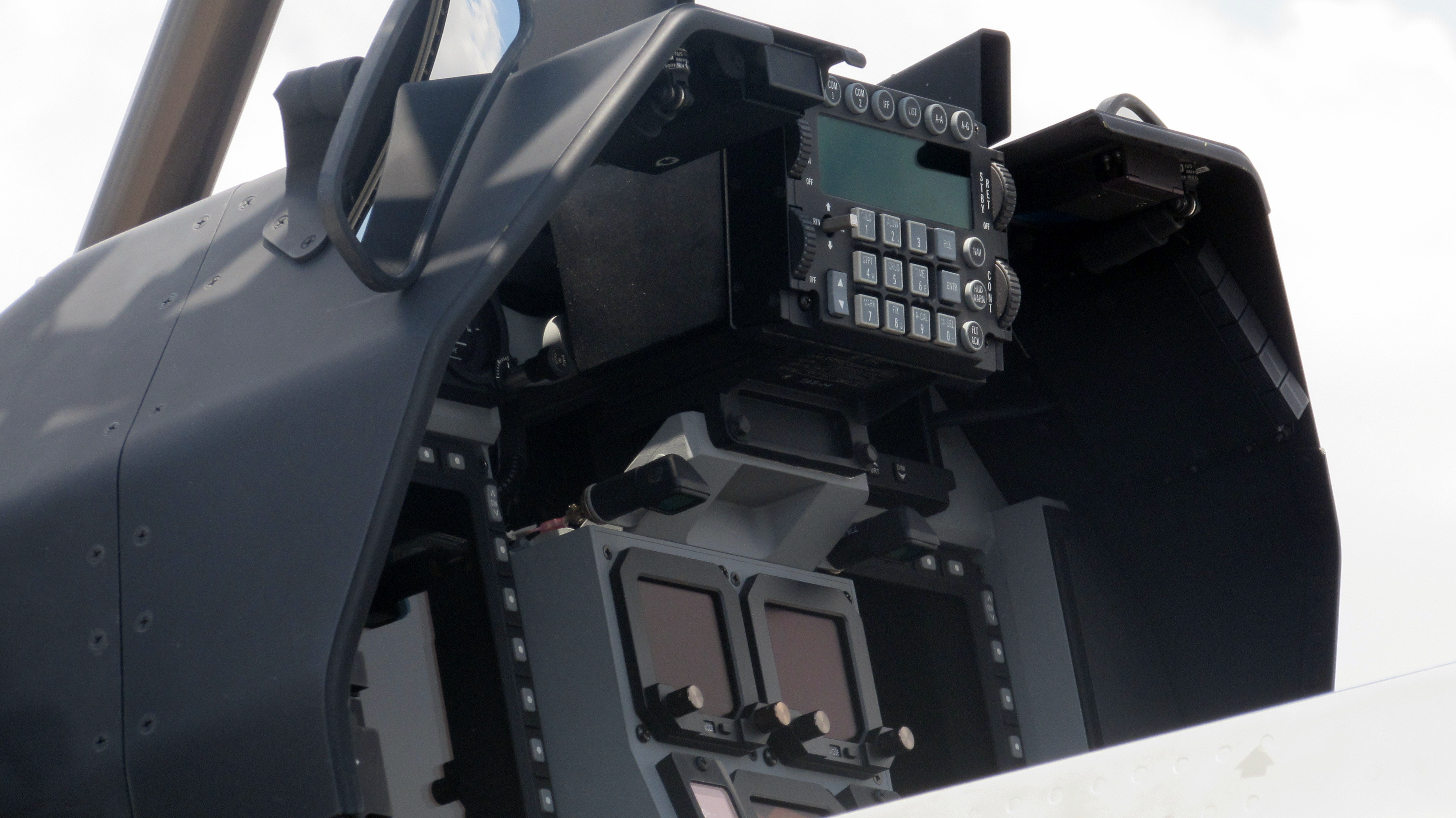
Panel trasero

| Sistema                                                       | País                                                | Fabricante              | Notas                                                           |
| ------------------------------------------------------------- | --------------------------------------------------- | ----------------------- | --------------------------------------------------------------- |
| Sistema de control de vuelo                                   | Bandera de Estados Unidos                           | Lockheed Martin         | Triple FBW digital. Bucle completamente cerrado.                |
| Radar (opción)                                                | Bandera de Israel                                   | ELTA Systems            | Modelo EL/M-2032                                                |
| Radar (opción)                                                | Bandera de Estados Unidos                           | Lockheed Martin         | Para la exportación a países árabes monta el modelo AN/APG-67v4 |
| Radar AESA (opción en integración)                            | Bandera de Estados Unidos · Bandera del Reino Unido | Raytheon Raytheon UK    | PhantomStrike con antena GaN                                    |
| Cabina de vuelo                                               | Bandera de Estados Unidos                           | Lockheed Martin         |                                                                 |
| Sistema de escape                                             | Bandera del Reino Unido                             | Martin-Baker            | Asiento eyectable modelo Mk.16K                                 |
| Equipo ECM-ESM                                                | Bandera de Corea del Sur                            | LIG Nex1 Samsung Thales |                                                                 |
| Sistema de chaff y bengalas                                   | Bandera de Corea del Sur                            | LIG Nex1 Samsung Thales |                                                                 |
| Contenedores de chaff y bengalas                              | Bandera de Corea del Sur                            | LIG Nex1 Samsung Thales |                                                                 |
| Pod de designación de objetivos láser (opción en integración) | Bandera de Estados Unidos                           | Lockheed Martin         | Block 20. Modelo Sniper Advanced Targeting Pod                  |

#### Armamento

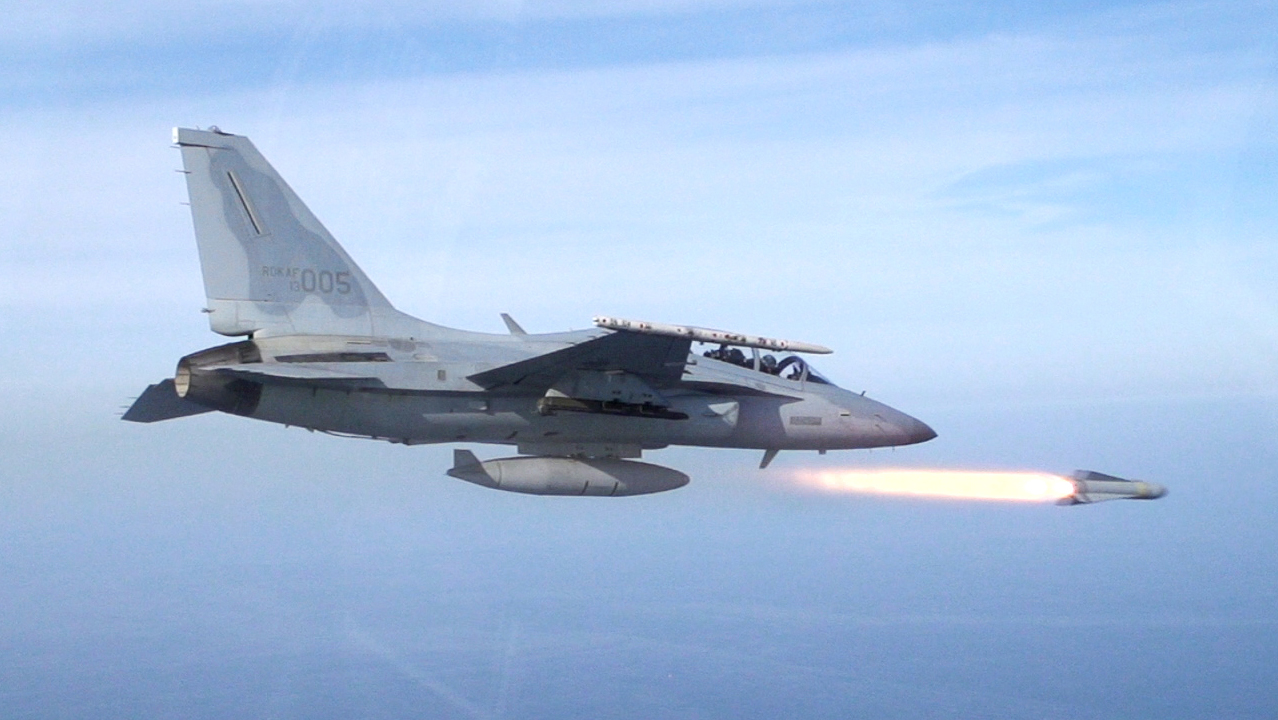
Un FA-50 disparando un misil aire-superficie AGM-65 Maverick.

| Sistema                                                   | País                                                                  | Fabricante                                 | Notas                       |
| --------------------------------------------------------- | --------------------------------------------------------------------- | ------------------------------------------ | --------------------------- |
| Cañón                                                     | Bandera de Estados Unidos                                             | General Electric                           | Modelo M61 Vulcan           |
| Kit de guiado láser Paveway II para bombas de caída libre | Bandera de Estados Unidos                                             | Raytheon Lockheed Martin Texas Instruments | Block 10                    |
| Kit de guiado JDAM para bombas de caída libre             | Bandera de Estados Unidos                                             | Boeing                                     |                             |
| Cohete aire-tierra                                        | Bandera de Estados Unidos                                             | General Dynamics                           | Hydra 70                    |
| Misil aire-superficie AGM-65 Maverick                     | Bandera de Estados Unidos                                             | Raytheon                                   |                             |
| Misil aire-aire de corto alcance AIM-9L/M Sidewinder      | Bandera de Estados Unidos · Bandera de Finlandia · Bandera de Noruega | Raytheon NAMMO                             | X planificado para Block 20 |
| Misil aire-aire BVR AIM-120 AMRAAM (planificado)          | Bandera de Estados Unidos · Bandera de Finlandia · Bandera de Noruega | Raytheon NAMMO                             | Block 20                    |
| Bomba Mark 82                                             | Bandera de Estados Unidos                                             | General Dynamics                           |                             |
| Bomba Mark 83                                             | Bandera de Estados Unidos                                             | General Dynamics                           |                             |
| Bomba Mark 84                                             | Bandera de Estados Unidos                                             | General Dynamics                           |                             |
| Bomba de racimo CBU-97                                    | Bandera de Estados Unidos                                             | Textron                                    | Prohibida por 112 países    |
| Bomba de racimo CBU-105                                   | Bandera de Estados Unidos                                             | Lockheed Martin Textron                    | Prohibida por 112 países    |

#### Propulsión
| Sistema                          | País                                                 | Fabricante                       | Notas                                                         |
| -------------------------------- | ---------------------------------------------------- | -------------------------------- | ------------------------------------------------------------- |
| Sonda de repostaje (en pruebas)  | Bandera del Reino Unido                              | Cobham                           | Block 20. Empresa británica vendida a Advent International.   |
| Turbina                          | Bandera de Corea del Sur · Bandera de Estados Unidos | Samsung Techwin General Electric | 1 × F404 fabricado en Corea por Samsung Techwin bajo licencia |
| Sistema de control de la turbina | Bandera de Corea del Sur · Bandera de Estados Unidos | KAI General Electric             |                                                               |

## Variantes
T-50
Entrenador avanzado.
T-50I
Versión del T-50 para la Fuerza Aérea del Ejército Nacional de Indonesia.
T-50TH
Versión del T-50 para la Real Fuerza Aérea Tailandesa.
T-50A
Candidato descartado para el programa T-X de la Fuerza Aérea de los Estados Unidos, basado en el FA-50.
T-50B
Versión del T-50 de acrobacia aérea que utiliza el equipo acrobático surcoreano Black Eagles.
TA-50
Versión de entrenamiento avanzado y de caza ligero.
FA-50
Caza ligero, con el que se pretendía sustituir a los Northrop F-5E/F Freedom Fighter de la Fuerza Aérea de la República de Corea en 2013. Originalmente designados A-50.
FA-50PH
Versión del FA-50 para la Fuerza Aérea de Filipinas.
FA-50PL
Versión para Polonia equipada con radar AESA, capacidad de reabastecimiento en vuelo y sistemas de armas ampliados.
T-50IQ
Versión del FA-50 para la Fuerza Aérea Iraquí.
F-50
Variante de caza monoplaza multimisión que fue considerada, pero cancelada en favor del KF-X.

## Operadores
Corea del Sur

Mapa con los operadores del T-50 en azul.

- Fuerza Aérea de la República de Corea: realizó un pedido de 50 T-50, 10 T-50B (que forman parte del equipo acrobático Black Eagles), 22 TA-50 y 60 FA-50.[27]

 Indonesia
- Fuerza Aérea de Indonesia: adquirió 16 aviones T-50I en abril de 2011.[28][29] Entregados en 2014. Equipados con cañones y radares en 2018.[30] 14 en servicio agosto de 2020.[31] En julio de 2021, Indonesia firmó un contrato por otras seis unidades a un costo de US$240 millones a ser entregados para octubre de 2024.[32][33]

 Irak
- Fuerza Aérea de Irak: adquirió 24 aviones T-50IQ en diciembre de 2013.[28][29] Todos entregados en noviembre de 2019.[34]

 Filipinas
- Fuerza Aérea de Filipinas: adquirió 12 aviones FA-50PH en febrero de 2013.[28][29] Entregas a partir de 2015, todos entregados el 31 de mayo de 2017.[35] Se informó en 2017 la intención de adquirir otros 12 aparatos.[36]

 Malasia
- Real Fuerza Aérea de Malasia - 18 FA-50 Block 20 encargados.[37]

 Polonia
- Fuerza Aérea de Polonia: 12 FA-50 Block 10 y 36 FA-50PL Block 20 ordenados.[38]

 Tailandia
- Real Fuerza Aérea de Tailandia: adquirió 4 aviones T-50TH en septiembre de 2015.[28][29] Entregas en 2018.[39][40] Ocho aparatos más ordenados en julio de 2017.[41][42]

### Potenciales operadores
- Azerbaiyán: En 2013, las Fuerzas Aéreas de Azerbaiyán estuvieron interesadas en adquirir aviones de entrenamiento T-50.[43]
- Bolivia: El T-50 ha sido ofrecido a la Fuerza Aérea Boliviana como su nuevo avión de combate ligero.[44]
- Brunéi: La Real Fuerza Aérea de Brunéi ha expresado interés en el FA-50.[45]
- Egipto: El 16 de enero de 2023, la Organización Árabe para la Industrialización (AOI), propiedad estatal de Egipto, confirmó un acuerdo para producir los aviones de entrenamiento avanzados T-50 y el avión armado FA-50 localmente en Egipto. La Fuerza Aérea egipcia operará el avión T-50/FA-50 como reemplazo de su antigua flota de aviones Alpha Jet y aviones de entrenamiento chinos Karakorum-8.[46]
- Pakistán: La Fuerza Aérea de Pakistán está considerando la compra del avión de entrenamiento de combate de primera línea KAI T-50 (LIFT) de Corea del Sur para modernizar su programa de entrenamiento de la fuerza aérea.[47]
- Perú: En julio de 2024, el gobierno peruano negoció la compra de 20 a 24 FA-50 por un valor aproximado de 780 millones de dólares. Asimismo, se planteó la posibilidad de que el Perú se una al programa de cazas KF-21 Boramae con el propósito de modernizar su flota aérea.[48]
- Senegal: El 29 de enero de 2024 Senegal anunció que adquirirá el FA-50.[49]
- España: El Ejército del Aire español estaba interesado en un acuerdo de cooperación con Corea del Sur para el uso de aviones de entrenamiento como el T-50.[50] En 2018, España mantuvo conversaciones con Corea del Sur para intercambiar 50 entrenadores básicos T-50 por 4 o 5 aviones de transporte Airbus A400M.[51][52]
- Eslovaquia: El 3 de octubre de 2021, la Agencia de Noticias Yonhap informó que Korea Aerospace Industries (KAI) buscaba exportar el FA-50 a la Fuerza Aérea Eslovaca. Se informó que se firmó un memorando de entendimiento (MOU) entre KAI y LOTN, una empresa estatal eslovaca para facilitar las negociaciones de compensación industrial.[53]
- Emiratos Árabes Unidos: La Fuerza Aérea de los Emiratos Árabes Unidos está buscando entre 35 y 40 aviones de entrenamiento de combate. En febrero de 2009, los EAU seleccionaron el M-346 en lugar del T-50.[54] En enero de 2010, los EAU reabrieron el concurso de aviones de entrenamiento. En 2011, se confirmó que el T-50 seguía compitiendo por la compra de los EAU.[55] In 2011, it was confirmed that the T-50 was still competing for the UAE purchase.[56]
- Estados Unidos: El TF-50A, una variante del FA-50, es uno de los contendientes para el programa de Entrenador Táctico Avanzado de la Fuerza Aérea de los EE. UU. con planes para construir entre 100 y 400 aeronaves.[57] El TF-50N, una variante del FA-50, es uno de los contendientes para el programa de Aeronaves Tácticas Sustitutas de la Armada de los EE. UU. con planes para fabricar 64 aeronaves. El TF-50N también es uno de los contendientes para el programa del Sistema de Entrenamiento de Reactores de Pregrado (UJTS) de la Armada de los EE. UU. con planes para fabricar 145 aeronaves.[58][59][60]
- Vietnam: El Gobierno de Vietnam busca comprar cazas ligeros FA-50.[61]

## Especificaciones (FA-50)
Referencia datos: Korea Aerospace

### Características generales
- Tripulación: Dos
- Longitud: 13,1 m (43,1 ft)
- Envergadura: 9,5 m (31 ft)
- Altura: 4,8 m (15,8 ft)
- Peso vacío: 6479,6 kg (14 281 lb)
- Peso útil: 5903,5 kg (13 011,3 lb)
- Peso máximo al despegue: 12 383,1 kg (27 292,3 lb)
- Planta motriz: 1× turbofan con postquemador General Electric F404.
  - Empuje normal: 78,7 kN (8029 kgf; 17 700 lbf) de empuje.

### Rendimiento
- Velocidad máxima operativa (Vno): 1852 km/h (1151 MPH; 1000 kt)
- Alcance: 1.851 km
- Techo de vuelo: 14.630 m

### Armamento
- Cañones: 

  - 1x General Dynamics A-50 de tres tubos rotativos interno de 20 mm
- Bombas: 

  - Mark 82
  - JDAM
- Misiles: 

  - AIM-9 Sidewinder
  - AGM-65 Maverick
- Otros: 

  - Adaptador de bombas de prácticas SUU-20
  - Pods de guerra electrónica
  - Depósitos de combustible externos

## Aeronaves relacionadas

### Desarrollos relacionados
- KAI KT-1

### Aeronaves similares
- IA-63 Pampa
- Hongdu K-8 Karakorum
- Hongdu L-15 Falcon
- CASA C-101 Aviojet
- Boeing T-7 Red Hawk
- HAL HJT-36
- Alenia Aermacchi M-346
- AMX International AMX
- BAE Hawk
- Aero L-159 Alca
- IAR 99
- Yakovlev Yak-130
- Dassault-Breguet/Dornier Alpha Jet
- EADS Mako/HEAT

### Secuencias de designación
- Secuencia T-_ (Entrenadores estadounidenses, 1948-presente): ← T-48 (I) - T-48 (II) - CT-49 - T-50 - T-51 - T-52 - T-53